# Finestra scorrevole
In telecomunicazioni la finestra scorrevole (dall'inglese sliding window) è un protocollo di controllo del flusso di dati nelle reti di calcolatori, in particolare usato dal protocollo TCP nei suoi meccanismi di riscontro dei segmenti, controllo di flusso e controllo della congestione.

## Descrizione
La finestra rappresenta i byte che il destinatario  si dichiara disposto a ricevere dal mittente oltre il segnale di riscontro o conferma ACK (acknowledgement). Viene definita scorrevole in quanto si sposta in blocco partendo sempre dall'ultimo byte e non è di dimensione costante, ma può variare durante la trasmissione per controllare il flusso dei dati inviati dal mittente.
Nel TCP, il ricevente comunica al trasmittente la dimensione opportuna ovvero desiderata della finestra attraverso il campo Window presente nell'header dei segmenti TCP, costituito da un numero intero senza segno di 16 bit. Tale campo indica il numero di ottetti di dati a partire da quello indicato nel campo acknowledgement (Acknowledgement Number) accettati nella comunicazione.